# Зустрічно-штирьовий перетворювач
Зустрічно - штирьовий перетворювач або Зустрічно - гребінчастий перетворювач (англ. Interdigital transducer) - пристрій, що складається з двох взаємопов'язаних, що мають форму гребінки, металевих покриттів (на зразок застібки - блискавки) на п'єзоелектричній підкладці з кварцу, ніобату або танталату літію, а також ряду інших орієнтованих монокристалів.
Використовується для перетворення електромагнітних хвиль у поверхневі акустичні хвилі (ПАХ). Пристрої на поверхневих акустичних хвилях застосовуються, головним чином, в радіоелектроніці. Найбільш поширеними пристроями на поверхневих акустичних хвилях є резонатори і фільтри.
Якщо ЗШП має період p, то центральна частота дорівнює
{\displaystyle \omega _{c}={\frac {2\pi v_{0}}{p}},}
де v  0  - швидкість хвилі під ЗШП